# Các anh hùng của đỉnh Olympus
Các anh hùng của đỉnh Olympus (tên tiếng Anh: The Heroes of Olympus) là bộ tiểu thuyết giả tưởng dành cho thiếu niên gồm năm tập của tác giả Rick Riordan, và là phần tiếp theo của Percy Jackson và các vị thần trên đỉnh Olympia. Tập cuối Dòng máu Olympus được phát hành vào ngày 7 tháng 10 năm 2014.

## Nhân vật chính
Percy Jackson: là con trai của thần biển Poseidon. Cậu có khả năng điều khiển nước, thở dưới nước và khả năng trò chuyện với ngựa. Cậu sử dụng Thủy Triều - thanh kiếm biến hình khi cậu bấm nút cây bút luôn nằm trên người cậu - để chiến đấu. Cậu là bạn trai của Annabeth Chase.
Annabeth Chase: là con gái của nữ thần Athena. Cô là một người thông minh và có khả năng xử lý tình huống rất tốt. Ngoài ra khả năng chiến đấu của cô cũng rất tuyệt vời. Cô có niềm đam mê với kiến trúc và mong muốn được tạo nên những kì quan trên thế giới. Cô là bạn gái của Percy Jackson.
Jason Grace: là con trai của thần Jupiter (bản thể La Mã của Zeus), khác với chị mình là Thalia Grace (đã xuất hiện trong series Percy Jackson và các vị thần đỉnh Olympus) được sinh ra khi thần Zeus ở bản thể Hy Lạp. Cậu được Zeus giao cho nữ thần Hera nhằm làm nguội bớt cơn ghen tức của nữ thần. Cậu đồng thời là một Pháp quan của trại Jupiter (trại của những á thần được sinh ra khi các vị thần ở bản thể La Mã). Cậu có khả năng điều khiển gió và sấm chớp.
Piper McLean: là con gái của nữ thần Aphrodite. Cô là bạn gái của Jason Grace và có khả năng sử dụng lời nói để quyến rũ người nghe, thậm chí ra lệnh cho người đó làm theo lời sai khiến. Cô có một con dao nhỏ có thể nhìn thấy tương lai trong thoáng chốc (những lời dự báo của thần Apollo).
Leo Valdez: là con trai của thần Hephaestus. Cậu có niềm đam mê với máy móc và có khả năng chịu đựng lửa. Đồng thời cậu có thể triệu hồi lửa và điều khiển theo ý mình. Cậu khá thông minh trong việc lắp ráp, cơ khí và chế tạo máy móc.
Hazel Levesque: là con gái của thần Pluto (bản thể La Mã của Hades), cô đã từng chết và được hồi sinh, sau đó được đưa đến trại Jupiter và gặp gỡ Percy và Frank. Cô có khả năng triệu hồi đá quý từ đất nhưng hầu hết những ai sử dụng đá quý này đều gặp xui xẻo. Ngoài ra cô còn có khả năng điều khiển Màn Sương mù (một thứ che phủ khiến người thường không thấy được quái vật hay các cảnh chiến đấu của chúng với các á thần bằng cách khiến họ thấy một điều gì đó khác đánh lạc hướng).
Frank Zhang: là con trai của thần Mars (bản thể La Mã của Ares, thần chiến tranh). Cậu có khả năng sử dụng các chiến thuật để chiến đấu với kẻ thù, điều khiển các chiến binh xương đã chết. Ngoài ra cậu còn có khả năng biến hóa thành các loài vật tùy theo trí tưởng tượng của cậu. Frank có một điểm yếu, đó chính là một khúc gỗ, thứ tượng trưng cho mạng sống của cậu. Một khi khúc gỗ cháy hết thì cậu cũng sẽ chết.

## Nội dung chính

### Người anh hùng mất tích
Phần đầu tiên của câu chuyện kể về ba người là Jason, Piper và Leo. Jason hầu như không còn nhớ gì về quá khứ của mình. Cả ba người đều nhận ra mình là á thần và đã đến Trại Con Lai. Tại đây cả ba người đều đã thể hiện mình và biết được vị thần nào là ba/mẹ của mình. Bộ ba được giao nhiệm vụ giải cứu nữ thần Hera khỏi sự giam cầm của vị thần khổng lồ Porphyrion. Trải qua các thử thách trong suốt hành trình dài, cả ba đã trở nên thân thiết hơn và khám phá các bí mật của nhau, đồng thời các ký ức của Jason đã trở lại và cậu biết rằng mình thuộc Trại Jupiter, trại La Mã nằm ở bờ tây nước Mỹ. Lý do cho việc mất trí nhớ này là do nữ thần Hera đã hoán đổi vị trí hai người lãnh đạo của hai trại để có thể thực hiện lời tiên tri bộ bảy đã được nêu ra trong series Percy Jackson nhằm đánh bại nữ thần Gaia. Phần cuối cả ba đã hoàn thành nhiệm vụ và bốn người (có thêm Annabeth) lên đường đến trại La Mã để tìm Percy,

### Con trai thần Neptune
Phần này diễn ra cùng thời gian với phần đầu, những diễn biến được miêu tả ở Trại Jupiter. Mở đầu là khi Percy bị rượt đuổi trong tình trạng mất trí nhớ, trên đường trốn chạy cậu đã gặp Hazel và Frank. Cả ba đã cùng nhau đến Trại Jupiter. Tại đây, Percy đã khẳng định được mình nhờ khả năng chiến đấu và tài năng thiên bẩm. Cả ba đã được giao nhiệm vụ giải cứu Thanatos, thần chết để khiến cho sinh- tử trên thế giới cân bằng trở lại. Ba người đã trải qua một hành trinh vô cùng khó khăn và hiểu nhau hơn: Percy dần lấy lại trí nhớ, Hazel bỏ qua mặc cảm về quá khứ và Frank đã tiết lộ bí mật về khúc gỗ của mình. Cuối cùng cả ba đã cứu đuọc Thanatos bằng khúc gỗ của Frank (thứ duy nhất đốt được sợi xích giam giữ vị thần này). Sau khi biết được trại bị tấn công, ba người đã lập tức trở về và giúp đỡ trại. Với sự giúp đỡ của thần Terminus, Percy đã đánh bại được thần khổng lồ Polybotes đem về vinh quang cho trại. Kết thúc phần hai là cảnh tàu Argo II từ trai Hy Lạp đến.

### Dấu hiệu Athena
Bảy người con lai trong lời tiên tri đã gặp mặt. Lúc này đây do sự điều khiển của Gaia đã khiến cho cả hai trại có sự mâu thuẫn. Cuối cùng bộ bảy của chúng ta đã phải lên đường trốn chạy, đông thời trải qua hành trình khó khăn lần theo các dấu hiệu của Athena để có thể tìm ra bức tượng Athena Pathenos. Đồng thời qua những giấc mơ được báo mộng từ các vị thần, họ đã nhận ra người bạn của họ là Nico di Angelo (em trai của Hazel, con của thần Hades, đã xuất hiện trong series Percy Jackson) đang bị các thần khổng lồ giam giữ. Nhiệm vụ của họ đã trở nên khó khăn hơn: giải cứu Nico và tìm ra bức tượng. Trải qua một cuộc chiến cam go, họ đã giải cứu được Nico đồng thời tìm ra được bức tượng. Tuy nhiên trong khi chiến đầu với Arachne (người bị nữ thần Athena biến thành nhện), Annabeth đã bị kéo xuống Tartarus, Percy cũng nhảy xuống theo cô. Giờ đây nhiệm vụ của họ là đóng được cửa Tử nhằm ngăn chặn quái vật tái sinh ngay lập tức sau khi bị tiêu diệt.

### Ngôi nhà của thần Hades
Bộ bảy của chúng ta đã bị chia ra làm hai: Percy và Annabeth phải tìm cách đóng cửa Tử từ Tartarus và những người còn lại phải tìm cách bảo vệ cửa Tử ở trên sao cho an toàn. Tại Tartarus, Percy và Annabeth đã phải uống nước từ dòng sông lửa. Mặc dù điều này khiến họ nhiễm bệnh nhưng sẽ giúp họ sống sót. Cả hai được hai người khổng lồ là Bob và Damasen giúp đỡ và đến được cửa Tử. Cả hai người khổng lồ đã chiến đấu anh dũng với quái vật và Tatarus đã hiện hình nhằm bảo về cho Percy và Annabeth có thể thoát ra an toàn. Trong khi đó ở trên mặt đất, mọi người đã tìm được cửa Tử. Sau một cuộc chiến nhằm đánh bại quái vật và người khổng lồ giữ cửa, họ đã cứu thoát hai người bạn từ Tartarus an toàn đồng thời hoàn thành nhiệm vụ đóng cửa Tử. Lúc này đây họ đã đưa ra quyết định bức tượng Athena Pathenos cần được đưa đến Trai Con Lai an toàn, và nhiệm vụ này đã được giao cho Nico và Reyna, Pháp quan của trại Jupiter. Bảy người còn lại lên đường để ngăn cản Gaia hồi sinh.

### Dòng máu Olympus
Như đã nói ở phần 4, nhóm đã được chia ra làm hai. Giờ đây bộ bảy trong lời tiên tri lên đường tới Athens để ngăn cản Gaia hồi sinh trong khi Reyna và Nico phải đưa bức tượng về trại nhằm ngăn cản cuộc chiến vô nghĩa giữa trại La Mã và Hy Lạp. Trên đường ngăn cản Gaia, bộ bảy đã phải chiến đấu với nữ thần chiến thắng, phải tìm ra phương thuốc hồi sinh người chết để cứu một người chắc chắn sẽ chết đã được tiên tri nhưng chưa được xác định. Khi đến Athens, bảy á thần đã chiến đấu với các vị thần khổng lồ nhưng cuối cùng Gaia vẫn hồi sinh nhờ máu của Percy và Annabeth. Bộ bảy với sự giúp đỡ của các vị thần đã chiến thắng các thần khổng lồ và về trại nhằm ngăn chặn Gaia. Tại đây họ đã lừa Gaia và đưa bà ta lên trời nhằm khiến bà ta suy giảm sức mạnh và mất đi khả năng tái sinh. Với khả năng sử dụng lửa của mình, Leo đã hy sinh thân mình thiêu cháy Gaia và khiến bà ta chìm vào giấc ngủ. Mọi người vô cùng thương tiếc, Piper hối hận vị không kịp đưa lọ thuốc hồi sinh cho Leo nhưng sau đó cô nhân ra rằng lọ thuốc của cô là giả và lọ thuốc thật đang ở chỗ Leo. Không ai thấy Leo trở lại nhưng ai cũng nghĩ rằng cậu vẫn sống. Hai trại trở lại hòa bình, không còn mâu thuẫn như trước, Hazel và Frank theo trại La Mã, bốn người còn lại ở trại Hy Lạp. Chương cuối cho chúng ta thấy được sự sống lại của Leo và lời hứa được thực hiện của cậu với Calypso.